# 舒城県
舒城県（じょじょう-けん）は中華人民共和国安徽省六安市に位置する県。

## 地理
安徽省中部、大別山の東麓に位置する。山地が面積の52％、丘陵が面積の20％、農地が面積の28％を占める。

## 歴史
西周の頃には舒国に属していた。舒国では舒鮑・舒竜などの国が分立していて、群舒国と称された。前漢の紀元前203年に舒県が設置され、翌年に竜舒県に改称された。唐の開元23年（735年）に舒城県に改称されて現在に至っている。

## 行政区画
- 鎮:城関鎮、暁天鎮、桃渓鎮、万仏湖鎮、千人橋鎮、百神廟鎮、杭埠鎮、舒茶鎮、南港鎮、千汊河鎮、張母橋鎮、五顕鎮、山七鎮、河棚鎮、湯池鎮
- 郷:春秋郷、柏林郷、棠樹郷、闕店郷、高峰郷、廬鎮郷
- 舒城経済開発区